# Khatoco Khánh Hoà

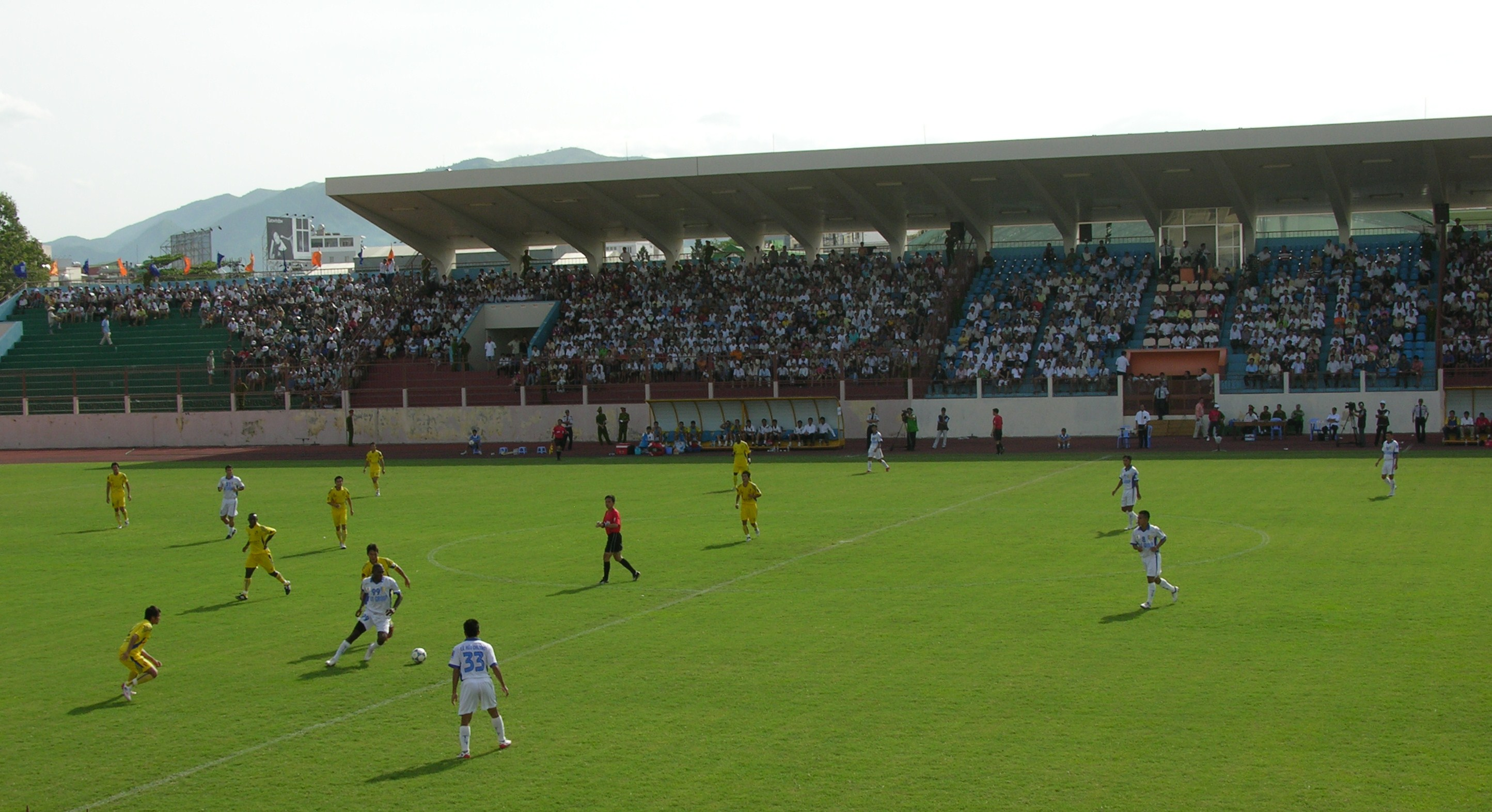
Khatoco Khánh Hoà in actie (2009)

Khatoco Khánh Hoà is een Vietnamese voetbalclub uit Nha Trang en ze spelen voetbal in de V-League de voetbalcompetitie uit Vietnam.

## Spelers
- Đinh Ngọc Quý
- Lê Hữu Chương
- Trần Trọng Bình
- Emanuel Bentil
- Issfu Anssah
- Jonathan Quartey
- Teslim Fatusi

Bình Dương FC · 
Can Tho · 
Hanoi FC · 
Hải Phòng FC · 
Ho Chi Minh City FC · 
Hoàng Anh Gia Lai · 
QNK Quảng Nam · 
Sài Gòn FC ·  
SHB Đà Nẵng · 
Sông Lam Nghệ An · 
Than Quảng Ninh FC · 
Thanh Hóa FC